# Едерин, Эдвард
Эдвард Едерин (в ряде источников Йедерин; швед. Edvard Jäderin; 5 марта 1852, Клара, Стокгольмское обер-губернаторство — 24 ноября 1923, Энгельбрект, Стокгольмское обер-губернаторство) — шведский астроном, геодезист, топограф и педагог; член Шведской королевской академии наук.

## Биография
Эдвард Едерин родился 5 марта 1852 года в шведской столице в церковном приходе Клара в семье стокгольмского комиссара полиции Эрика Едерина (швед. Erik Jäderin) и его жены Густавы Шарлотты Холм (швед. Gustafva Charlotta Holm). Его старшим братом был журналист, редактор и политик Аксель Вильгельм, а младшей сестрой писательница Анна Матильда Шарлотта (известная также под псевдонимом René).
Учился в Университете Уппсалы (где в 1875 году стал кандидатом философии). С в 1870 по 1871 год работал постоянным помощником в Стокгольмской обсерватории, затем в метеорологическом отделе Уппсальской астрономической обсерватории (1874 год) и, наконец, помощником астронома в Стокгольмской обсерватории (1876—1878 гг.).
В 1878 году Эдвард Едерин стал преподавателем геодезии и топографии в Королевском технологическом институте в Стокгольме, а с 1911 по 1917 год занимал в том же учебном заведении пост профессора геодезии. Ввёл «числовые и графические методы» в качестве нового учебного предмета и подготовил обширную таблицу в качестве учебного пособия.
С 1881 года до самой смерти он читал большое количество популярных лекций по естественнонаучным предметам в лекционных обществах большинства крупных городов Швеции.

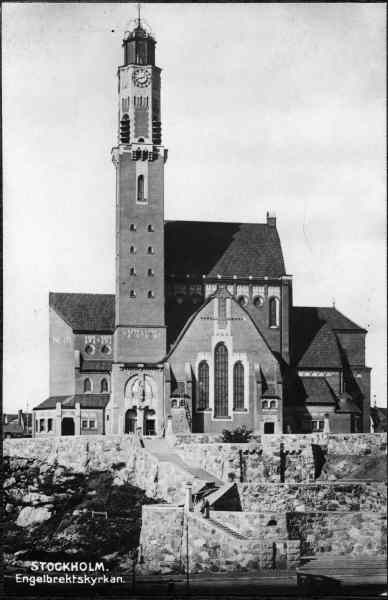
Энгельбрект, где Едерин провёл свои последние минуты жизни

Едерин сконструировал знаменитый базовый геодезический измерительный аппарат для измерения базисов триангуляции и обучал его использованию офицеров и геодезистов в Финляндии (1884), во Франции (1895) и в Российской империи (1888). Русский гидрограф и геодезист Андрей Ипполитович Вилькицкий подробно описал это устройство в своей монографии «Базисный прибор Едерина».
Э. Едерин был руководителем подготовительной поездки в 1898 году на полярный архипелаг Шпицберген в ходе подготовки Шведско-российской геодезической экспедиции 1899-1902 гг., а затем принимал активное участие и в больших межеваниях на Шпицбергене, исполняя обязанности начальника шведского отдела.
В 1900 году Едерин стал членом Шведской королевской академии военных наук.
В 1907 году Эдвард Едерин был удостоен звания почётного доктора философии Уппсальского университета.
В 1923 году Едерин был избран в члены Шведской королевской академии наук.
В 1881—1882 и 1890 гг. Едерин занимал должность директора Стокгольмского рабочего института.
Автор большого количества статей в «Nordisk familjebok».
Эдвард Едерин умер 24 ноября 1923 года в приходе Энгельбрект в Стокгольме.